# Međulužje
Međulužje (izvirno srbsko Међулужје) je naselje v Srbiji, ki upravno spada pod Občino Mladenovac; slednja pa je del Mesta Beograd.

## Demografija
V naselju, katerega izvirno (srbsko-cirilično) ime je Међулужје, živi 1882 polnoletnih prebivalcev, pri čemer je njihova povprečna starost 37,6 let (37,0 pri moških in 38,3 pri ženskah). Naselje ima 770 gospodinjstev, pri čemer je povprečno število članov na gospodinjstvo 3,16.
To naselje je v glavnem srbsko (glede na popis iz leta 2002), a v času zadnjih 3 popisov je opazen porast števila prebivalcev.
|  |

| Demografija | Demografija     | Demografija     |
| Leto        | Št. prebivalcev | Št. prebivalcev |
| ----------- | --------------- | --------------- |
|             |                 |                 |
|             |                 |                 |
|             |                 |                 |
|             |                 |                 |
| 1948        | 994             |                 |
| 1953        | 1034            |                 |
| 1961        | 1224            |                 |
| 1971        | 1480            |                 |
| 1981        | 1792            |                 |
| 1991        | 2406            | 2291            |
| 2002        | 2559            | 2431            |
|             |                 |                 |

| Etnična sestava po popisu iz leta 2002 | Etnična sestava po popisu iz leta 2002 | Etnična sestava po popisu iz leta 2002 | Etnična sestava po popisu iz leta 2002 | Etnična sestava po popisu iz leta 2002 |
| -------------------------------------- | -------------------------------------- | -------------------------------------- | -------------------------------------- | -------------------------------------- |
| Srbi                                   | Srbi                                   |                                        | 2.405                                  | 98,93%                                 |
| Romi                                   | Romi                                   |                                        | 8                                      | 0,32%                                  |
| Črnogorci                              | Črnogorci                              |                                        | 6                                      | 0,24%                                  |
| Hrvati                                 | Hrvati                                 |                                        | 2                                      | 0,08%                                  |
| Slovenci                               | Slovenci                               |                                        | 2                                      | 0,08%                                  |
| Makedonci                              | Makedonci                              |                                        | 1                                      | 0,04%                                  |
| Jugoslovani                            | Jugoslovani                            |                                        | 1                                      | 0,04%                                  |
| Neznano                                | Neznano                                |                                        | 5                                      | 0,20%                                  |